# Dwight Helminen
Dwight Edward Helminen (* 22. Juni 1983 in Hancock, Michigan) ist ein ehemaliger US-amerikanischer Eishockeyspieler finnischer Herkunft, der im Verlauf seiner aktiven Karriere zwischen 2001 und 2013 unter anderem 348 Spiele für das Hartford Wolf Pack, die Albany River Rats und Worcester Sharks in der American Hockey League (AHL) auf der Position des Centers bestritten hat. Darüber hinaus absolvierte Helminen, dessen jüngerer Bruder Lars Helminen ebenfalls professioneller Eishockeyspieler war, weitere 35 Partien für die Carolina Hurricanes und San Jose Sharks in der National Hockey League (NHL).

## Karriere
Helminen spielte zwischen 1999 und 2001 zunächst im USA Hockey National Team Development Program des US-amerikanischen Eishockeyverbandes USA Hockey in der United States Hockey League (USHL) und North American Hockey League (NAHL). In seinem ersten Jahr bestritt er sowohl 30 Partien für das U18-Team in der NAHL als auch für die erste Mannschaft in der USHL. Dabei konnte er insgesamt 29 Scorerpunkte verbuchen und empfahl sich nachhaltig für einen Stammplatz in der ersten Auswahl des Verbandes. Diesen erhielt er in der Folgesaison, als er lediglich einmal in der North American Hockey League zum Einsatz kam und 24 Partien in der United States Hockey League absolvierte. Dabei steigerte er sich, nach zwölf Punkten im Vorjahr, auf 19. Im Anschluss an seine Zeit im Programm von USA Hockey wechselte der 18-Jährige im Sommer 2001 für drei Jahre an die University of Michigan. Dort begann er ein Studium und spielte gleichzeitig für die Universitätsmannschaft in der Central Collegiate Hockey Association (CCHA), einer Division im Spielbetrieb der National Collegiate Athletic Association (NCAA). Gleich in seinem Rookiejahr gewann er mit dem Team die Meisterschaft der CCHA, wozu er 18 Punkte in 39 Spielen beisteuerte. Nach seinem ersten Jahr am College wurde der Center im NHL Entry Draft 2002 in der achten Runde als insgesamt 244. Spieler von den Edmonton Oilers aus der National Hockey League (NHL) ausgewählt. Helminen verblieb jedoch zwei weitere Jahre an der University of Michigan, in denen er zunächst 2003 ins All-Tournament-Team der Liga gewählt wurde und ein Jahr später den Meisterschaftsgewinn aus dem Jahr 2002 wiederholte. Zudem wurde er in seinem letzten Jahr zum besten Defensivstürmer der CCHA gewählt und seine Transferrechte Anfang März 2004 zusammen mit Torwart Stephen Valiquette und einem Zweitrunden-Wahlrecht im NHL Entry Draft 2004 für Petr Nedvěd und Jussi Markkanen an die New York Rangers abgegeben worden. Insgesamt erzielte er in den drei Spielzeiten in Michigan 80 Punkte in 119 Partien.
Zur Spielzeit 2004/05 wechselte Helminen in den Profibereich und kam in seinem ersten Jahr für die Farmteams der New York Rangers, das Hartford Wolf Pack aus der American Hockey League (AHL) und die Charlotte Checkers aus der ECHL, zum Einsatz. Bei den Checkers in der ECHL absolvierte der Defensivstürmer 28 Partien und wusste mit 21 Punkten auch in der Offensive Akzente zu setzen. Für das Wolf Pack spielte der Rookie 41-mal und verbuchte neun Scorerpunkte. In den folgenden beiden Spielzeiten bis zum Sommer 2007 lief er ausschließlich für Hartford in der AHL auf. Sein bestes Jahr bestritt er im Spieljahr 2005/06 als er 55 Scorerpunkte erzielte und stattliche 32 Tore erzielte. Diese Werte konnte er in der folgenden Saison mit 39 Punkten und 15 Toren aber nicht annähernd erreichen, woraufhin sein auslaufender Vertrag seitens der Rangers nicht verlängert wurde. Der Angreifer nahm daraufhin ein Vertragsangebot von JYP Jyväskylä aus der finnischen SM-liiga an, womit er erstmals in einer europäischen Liga aktiv war. In der Heimat seiner Eltern absolvierte Helminen in der Saison 2007/08 52 Hauptrunden- und sechs Playoff-Spiele, in denen er insgesamt 51 Punkte verbuchte. Sein jüngerer Bruder Lars war in dieser Spielzeit ebenfalls für den finnischen Klub im Einsatz.
Im Sommer 2008 kehrte Helminen bereits wieder nach Nordamerika zurück, da ihm die Carolina Hurricanes ein Vertragsangebot über ein Jahr unterbreitet hatten. Dieses galt aufgrund eines Zweiwege-Vertrags sowohl für die NHL als auch AHL. Zunächst begann er die Saison für das Hurricanes-Farmteam, die Albany River Rats, in der AHL. Noch im ersten Viertel der Spielzeit wurde der Stürmer in den NHL-Kader berufen und gab Ende Oktober 2008 sein Debüt für Carolina. Nach der zwischenzeitlichen Abstellung zurück in die AHL, kehrte er im März 2009 zurück zu den Hurricanes. Am Ende der Spielzeit kam er auf 23 NHL-Einsätze sowie 54 in der AHL. Während er für Albany 30 Punkte erzielt hatte, konnte er für Carolina ein Tor erzielen und ein weiteres vorbereiten. Vor Beginn der Saison 2009/10 nahmen die San Jose Sharks den Free Agent unter Vertrag. Diese setzten ihn im Saisonverlauf bis Februar in der AHL bei den Worcester Sharks ein, ehe er kurz vor der Olympiapause erstmals in den NHL-Kader San Joses berufen wurde.
Nach der Spielzeit in San Jose wechselte der US-Amerikaner abermals in die finnische SM-liiga, wo er die Saison 2010/11 bei den Pelicans Lahti verbrachte. Mit den Pelicans konnte Helminen den Abstieg aus der Erstklassigkeit erst in den Relegationsspielen gegen Vaasan Sport verhindern, wozu er in vier Spielen drei Tore beisteuerte. Er verließ den Klub jedoch zur folgenden Spielzeit und lief bis zum Februar 2012 für den tschechischen Zweitligisten Piráti Chomutov auf. Anschließend kehrte der Stürmer wieder nach Nordamerika zurück, wo er seine Karriere bei den Kalamazoo Wings in der ECHL ausklingen ließ und selbige im Sommer 2013 im Alter von 30 Jahren für beendet erklärte.

### International
Auf internationaler Ebene vertrat Helminen die US-amerikanische Nationalmannschaft bei der World U-17 Hockey Challenge 2000, U18-Junioren-Weltmeisterschaft 2001 sowie den U20-Junioren-Weltmeisterschaften der Jahre 2002 und 2003. Dabei erreichte er in keinem der drei Turniere einen Medaillenrang. Lediglich bei der U18-Junioren-Weltmeisterschaft wurde er ins All-Star-Team des Turniers gewählt.

## Erfolge und Auszeichnungen
- 2002 Mason-Cup-Gewinn mit der University of Michigan
- 2003 CCHA All-Tournament Team
- 2004 Mason-Cup-Gewinn mit der University of Michigan
- 2004 CCHA Best Defensive Forward

### International
- 2001 All-Star-Team der U18-Junioren-Weltmeisterschaft

## Karrierestatistik

### International
Vertrat die USA bei:
- World U-17 Hockey Challenge 2000
- U18-Junioren-Weltmeisterschaft 2001
- U20-Junioren-Weltmeisterschaft 2002
- U20-Junioren-Weltmeisterschaft 2003

(Legende zur Spielerstatistik: Sp oder GP = absolvierte Spiele; T oder G = erzielte Tore; V oder A = erzielte Assists; Pkt oder Pts = erzielte Scorerpunkte; SM oder PIM = erhaltene Strafminuten; +/− = Plus/Minus-Bilanz; PP = erzielte Überzahltore; SH = erzielte Unterzahltore; GW = erzielte Siegtore; 1 Play-downs/Relegation; Kursiv: Statistik nicht vollständig)